# Quintanilha
Quintanilha est une freguesia portugaise du concelho de Bragance, avec une superficie de 20,3 km2 pour une population de 216 habitants (2011). Densité: 10,6 hab/km2.
Jusqu'à 1853 elle appartenu à l'ancien conseil de Outeiro.